# 紅色呼叫鈴
《紅色呼叫鈴》是日本東京電視台於2022年7月11日至9月26日於「Drama Premiere 23」時段播出的電視劇，由秋元康企劃與原作，佐藤勝利（Sexy Zone）主演。

## 登場人物

### 主要人物
- 春野翔太朗：佐藤勝利（Sexy Zone）[1]

主人公。在開車去與亞莉莎的雙親見面途中遭遇車禍，造成右腳和左手骨折打石膏。被禁止與同樣住院的亞莉莎見面。
- 三森亞莉莎：福本莉子[2]

女主角。翔太朗的女友。與翔太朗一起因車禍住院。

### 榎木田病院
- 榎木田誠：鹿賀丈史[2]

院長。
- 西垣小百合：淺田美代子[2]

負責翔太朗的新人護士。
- 石原祐二：板尾創路[2]

翔太朗的主治醫師。
- 山根Miku：Becky[2]

護士。

### 313病房住院患者
與翔太郎同病房的患者
- 松井時雄：木村了[2]

因癌症標誌物升高進來，已住院三週。
- 津田八郎：山本浩司[2]

因肝機能障礙進來，已住院6個月。
- 瀧中良一：橋本淳[2]

因椎間盤突出進來，已住院3個月。貨車司機。
- 後藤田健斗：森田甘路[2]

因肝硬化進來，已住院4個月。
- 下塚半太：大水洋介[2]

因眼窩底骨折和肋骨骨折進來，已住院2個月。

### 古岡警察署 刑事第一課
調查翔太郎事故的刑警
- 工藤文世：池田鐵洋[2]
- 加藤櫻：堀口紗奈[2]

## 製作人員
- 企劃・原作：秋元康
- 編劇：秋元康、宮本武史、服部隆、吉崎崇二
- 導演：本橋圭太、上田迅、井上雄介
- 配樂：矢野博康
- 主題曲：みゆな「凝視」（A.S.A.B）[3]
- 片頭曲：Sexy Zone「Sleepless」（Top J Records）[4]
- 總製作人：森田昇（東京電視台）
- 製作人 ：北川俊樹（東京電視台）、平部隆明
- 製作：東京電視台、Horipro
- 製作著作：「紅色呼叫鈴」製作委員會

## 播出日程
| 集數      | 播出日期 | 標題欄 | 編劇            | 導演     |
| --------- | -------- | ------ | --------------- | -------- |
| episode1  | 7月11日  |        | 秋元康 宮本武史 | 本橋圭太 |
| episode2  | 7月18日  |        | 秋元康          | 本橋圭太 |
| episode3  | 7月25日  |        | 秋元康 服部隆   | 本橋圭太 |
| episode4  | 8月01日  |        | 秋元康          | 上田迅   |
| episode5  | 8月08日  |        | 秋元康 宮本武史 | 本橋圭太 |
| episode6  | 8月15日  |        | 秋元康          | 本橋圭太 |
| episode7  | 8月22日  |        | 秋元康          | 本橋圭太 |
| episode8  | 8月29日  |        | 秋元康          | 上田迅   |
| episode9  | 9月05日  |        | 秋元康          | 井上雄介 |
| episode10 | 9月12日  |        | 秋元康          | 上田迅   |
| episode11 | 9月19日  |        | 秋元康          | 本橋圭太 |
| episode12 | 9月26日  |        | 秋元康          | 本橋圭太 |

## 外部連結
- 官方网站（日語）
- 紅色呼叫鈴的X（前Twitter）（日語）
- 紅色呼叫鈴的Instagram帳戶（日語）

| 日本 東京電視台 Drama Premiere 23     | 日本 東京電視台 Drama Premiere 23           | 日本 東京電視台 Drama Premiere 23 |
| ------------------------------------- | ------------------------------------------- | --------------------------------- |
|                                       | 紅色呼叫鈴 （2022年7月11日－9月26日）       |                                   |
| 吉祥寺魯蛇 （2022年4月11日－6月27日） | 警視廳考察一課 （2022年10月17日－12月26日） |                                   |